# الأسد العظيم
أسد إفريقيا العظيم هو نوع منقرض من الثدييات من فصيلة (Hyainailouridae) ورتبة ضبعيات الأسنان (الاسم العلمي: Hyaenodonta) عاش خلال العصر الميوسيني المبكر وعثر عليه في كينيا، اُستردت عينة النوع من الودائع التي يرجع تاريخها إلى 23 مليون سنة، ربما يصل إلى 1500 كيلوغرام (3300 رطل)، ربما يكون قد تجاوز بكيلوغرام الدب القطبي الحديث.

## الوصف

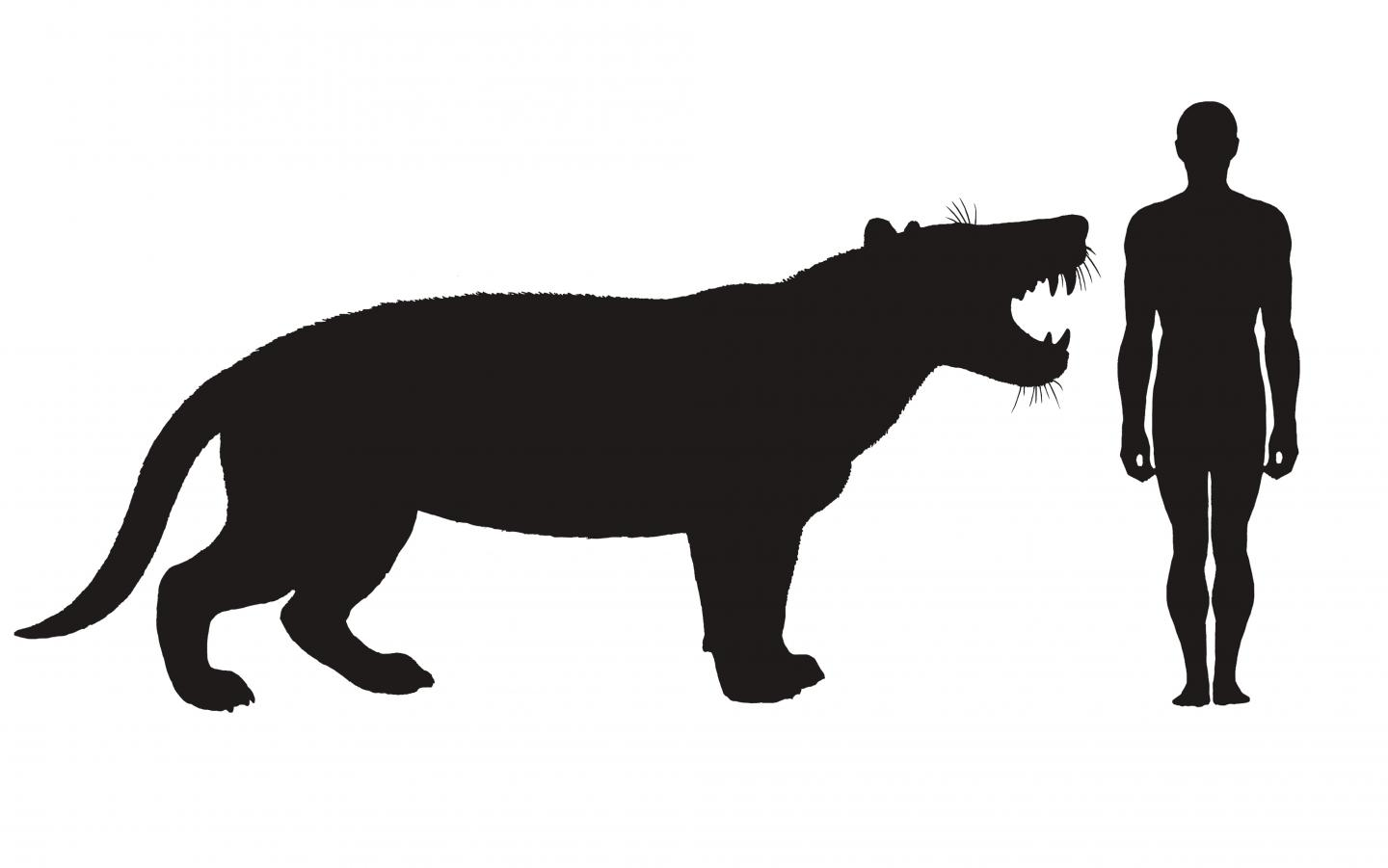
صورة لحفرية الأسد العظيم

اكتُشفت أحافير الأسد الضخم لأول مرة بواسطة ماثيو بورث ونانسي ستيفنز عندما فحصوا الحفريات المخزنة في متحف نيروبي الوطني في كينيا، يتكون نموذج النوع من الفك السفلي والفك العلوي الأيمن وبعض بقايا ما بعد القحف، تشير أنماط التآكل الخفيف في طب الأسنان إلى أن العينة المثالية كانت شابة في وقت وفاتها، تشير دراسة بقايا ما بعد الجمجمة إلى أن الأسد الضخم كان يمتلك موقفًا مشابهًا لأرقام رقمية.

## علم البيئة القديمة
ربما كان الأسد الضخم، مثله مثل البواخر الأخرى، صيادًا متخصصًا وزاحفًا يفترس مخلوقات مثل وحيد القرن وبروبوسكيدينس مبكرًا، ربما كانت أقل تخصصًا إلى حد ما في تكسير العظام من أقربائها في وقت لاحق مثل (Hyainailouros)، ومع ذلك، يمتلك الأسد الضخم شفرات كروية دوارة، مما يضمن حافة قص ثابتة طوال حياته.